# (32863) 1993 FP11
1993 FP11 (asteroide 32863) é um asteroide da cintura principal. Possui uma excentricidade de 0.02645490 e uma inclinação de 3.22220º.
Este asteroide foi descoberto no dia 17 de março de 1993 por UESAC em La Silla.